# George Munroe
George Barber Munroe (Joliet, 5 gennaio 1922 – New York, 19 agosto 2014) è stato un cestista statunitense, professionista nella BAA.